# ソーラン節
「ソーラン節」（ソーランぶし）は、北海道の日本海沿岸の民謡。発祥地は後志の積丹半島から余市郡にかけての地域。ニシン漁の歌として有名である。

## 解説

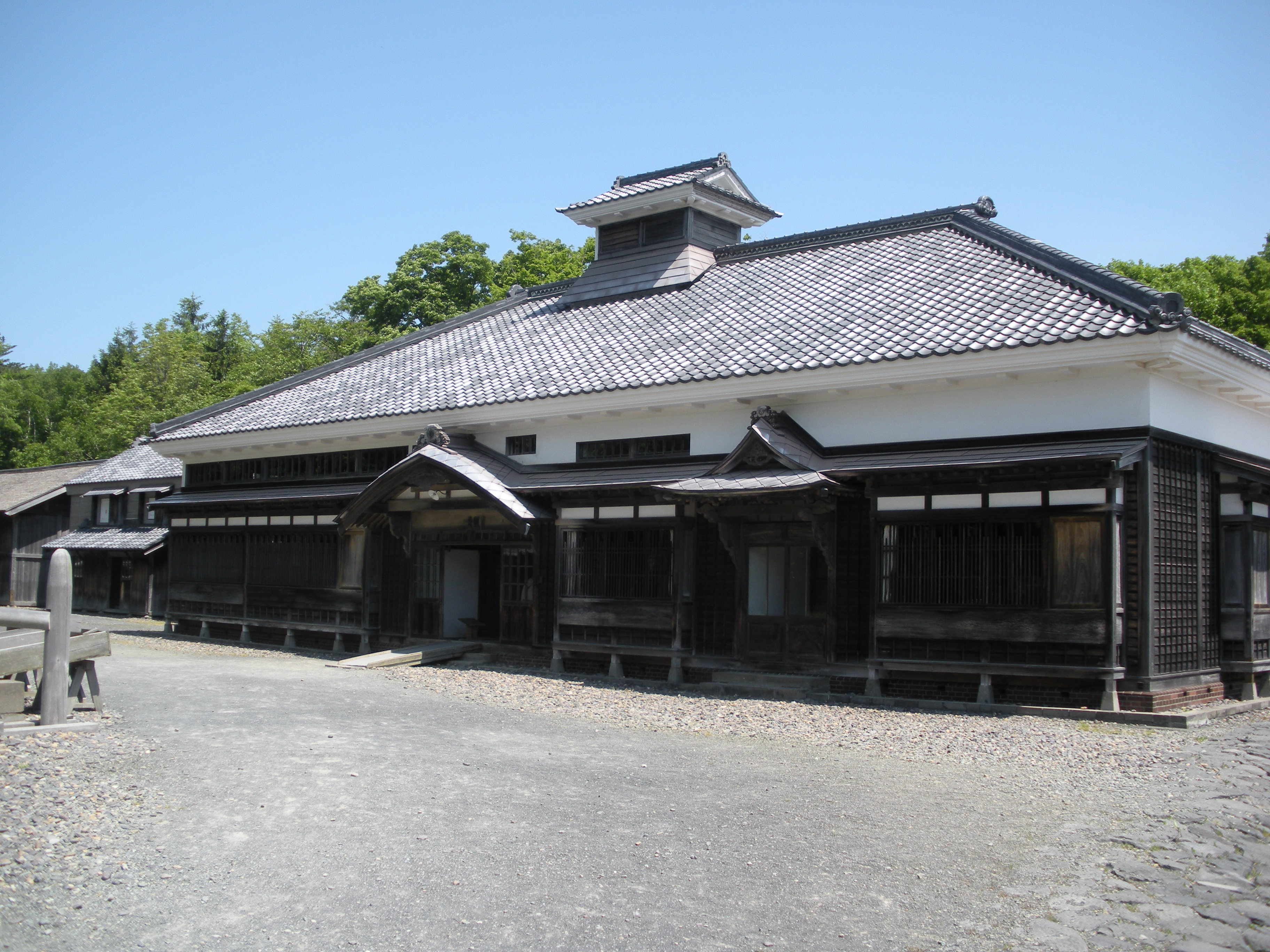
ニシン漁で財を成した網元の大邸宅「鰊御殿」（北海道札幌市厚別区「北海道開拓の村」にて撮影）

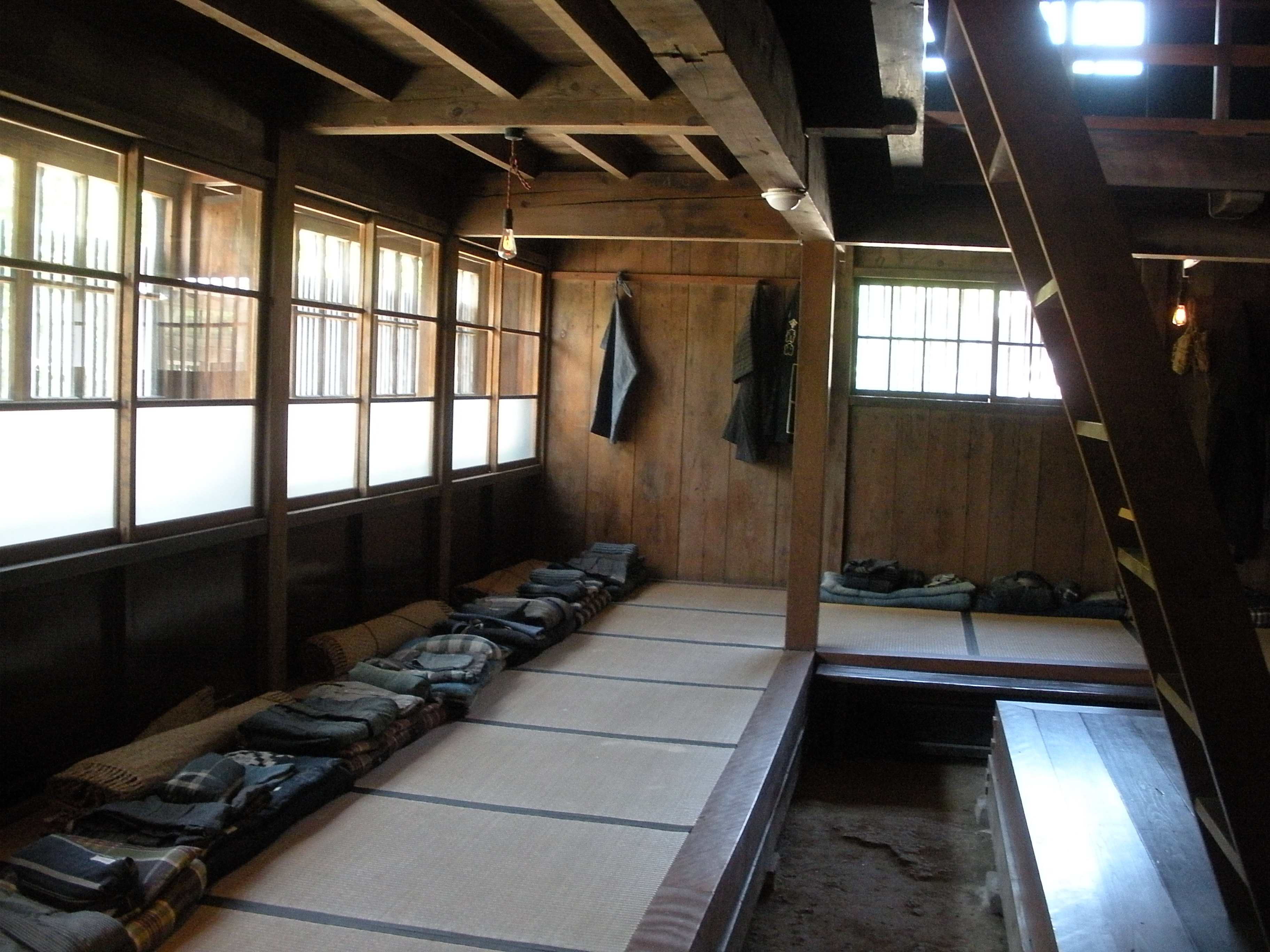
鰊御殿内部・ヤン衆の居住区

かつて北海道の日本海沿岸には、春になるとニシンが産卵のために、大群となって押し寄せてきた。メスが卵を産み、オスが一斉に放精する。そのありさまは、海が白く染まるほどだったという。
江戸時代から昭和の初期にかけて、群がる鰊を目当てにした漁で日本海沿岸は大いに賑わった。毎年、春の漁期が近づけば、東北地方や北海道各地から「ヤン衆」と呼ばれる出稼ぎ漁師が職を求め北海道西海岸の漁場に続々と集まってくる。彼らは宿舎を兼ねた網元の大邸宅「鰊御殿」に集結し、船頭による統制の元でニシンの「群来」（くき、と読む）を待ち続けるが、やがて群来の一報が入るや、一斉に船を漕ぎ出し、網でニシンを獲る。
獲られたニシンは浜に揚げられ、一部を食用としての干物「身欠き鰊」に加工する以外はすべて大釜で炊いて魚油を搾り出し、搾りかすを「鰊粕」に加工する。鰊粕は北前舟貿易で西日本に移出され、現地でのミカンや藍、ワタ栽培の高級肥料として評判を博した。一連の漁期が一段落した5月の北海道西海岸はニシン製品の売買や、帰郷前に歓楽街へ繰り出す漁師達の喧騒で「江戸にも無い」といわれるほどの賑わいに包まれたという。
ソーラン節は、その一連のニシン漁の際に唄われた「鰊場作業唄」の一節、「沖揚げ音頭」が分化し、独自に変化したものである。「ソーラン　ソーラン」の囃し言葉にちなんで「ソーラン節」と呼ばれるようになった。

## 鰊場作業唄
鰊場作業唄は一連のニシン漁労の手を整えるために唄われた作業唄である。「船漕ぎ音頭」、「網起こし音頭」、「沖揚げ音頭」、「子叩き音頭」の4部から構成されている。
船着き場から漁場まで「船漕ぎ音頭」を唄いながら艪を漕いで船を進める。
仕掛けた網にニシンを追い込んだ後、網を「網起こし音頭」で調子を合わせて持ち上げ、「枠網」の中にニシンを移し換える。
移し換えた網のニシンを巨大なタモ網で「ソーラン、ソーラン」の掛け声で汲み出す「沖揚げ」の作業で唄うのが「沖揚げ音頭」。
そして最後に、網に産み付けられたニシンの卵（カズノコ）を竹の棒で打って落としつつ唄うのが「子叩き音頭」である。

### 沖揚げ音頭
ソーラン節の起源「沖揚げ音頭」は青森県野辺地町周辺の住人が船の荷揚げ作業の作業唄として唄っていた「荷揚げ木遣り唄」から変化したとされる。以下は昭和12年（1937年）、民謡研究家の町田嘉章が野辺地町で採録した歌詞である。
同様の囃子言葉の荷揚げ唄は野辺地のみならず五戸町、さらに旧南部領一帯に伝承されており、ニシン漁の建て網技術の伝承に伴い歌も北海道内にもたらされたと考えられる。なお竹内勉は「ソーラン」の語源について
「元はソーラ、ソーラァだったが、青森県のような寒冷で風の強い地域では、大きく口を開いてラァの音を作ることが困難だった。そのため口が結ばれ、ソーラァがソーランになった。しかも荷役のような力仕事では、口を結べば腰を落とせ、作業効率の上でも好都合だった」と考察している。
ソーラン節の歌詞として知られる
沖のかもめに潮どき聞けば　わたしゃ発つ鳥　波に聞け
に類似した歌詞として、新潟県の郷土芸能「綾子舞」の唄には
をきのかごめに　ものといえきけは　わしわたつとり　なみにとい
が存在する。
なお「をきのかごめに…」の類型としては、
などの類歌がある
國學院大學民族歌謡文学の須藤豊彦によれば、江戸時代中期の御船歌と呼ばれる儀礼の歌や俗謡集「小禾集」に"沖のかごめに"と言う一節に酷似した歌詞があり、船乗りが北海道に伝えたという。上方から瀬戸内海を経て日本海から蝦夷地へ至る「北前船」の航路、島根県益田市には、「沖のかもめに　汐時問うなら　わたしゃ立つ鳥　波に問え」を歌詞とした唄が、家普請時の杭打ち唄として伝承されていた。

### 沖揚げ作業

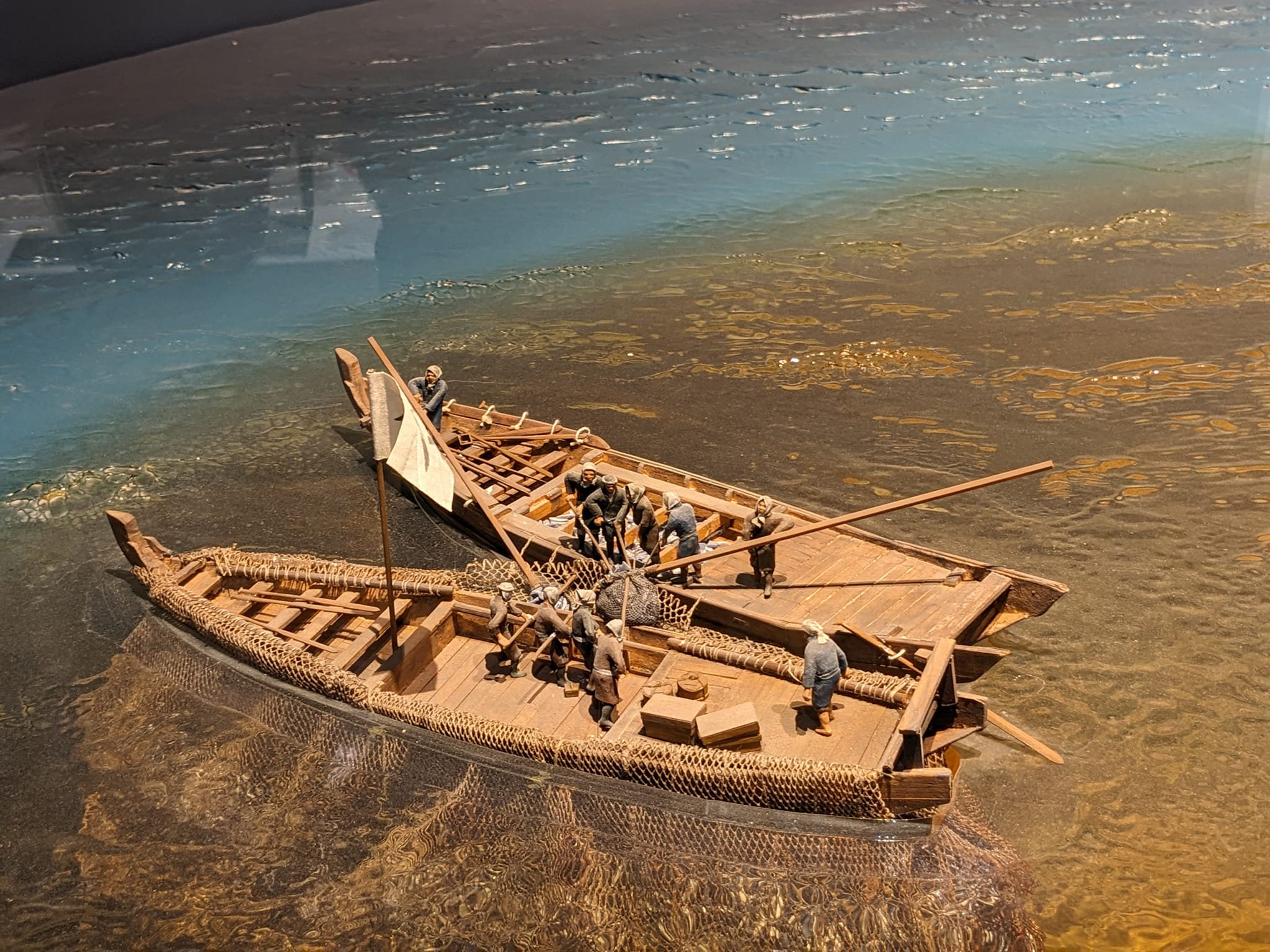
沖揚げ作業。枠網内部のニシンをタモ網で汲み上げ、運搬用の汲み船に移し替える。この作業の際に唄われたのが、「ソーラン節」の起源「沖揚げ音頭」である（北海道博物館ジオラマ）

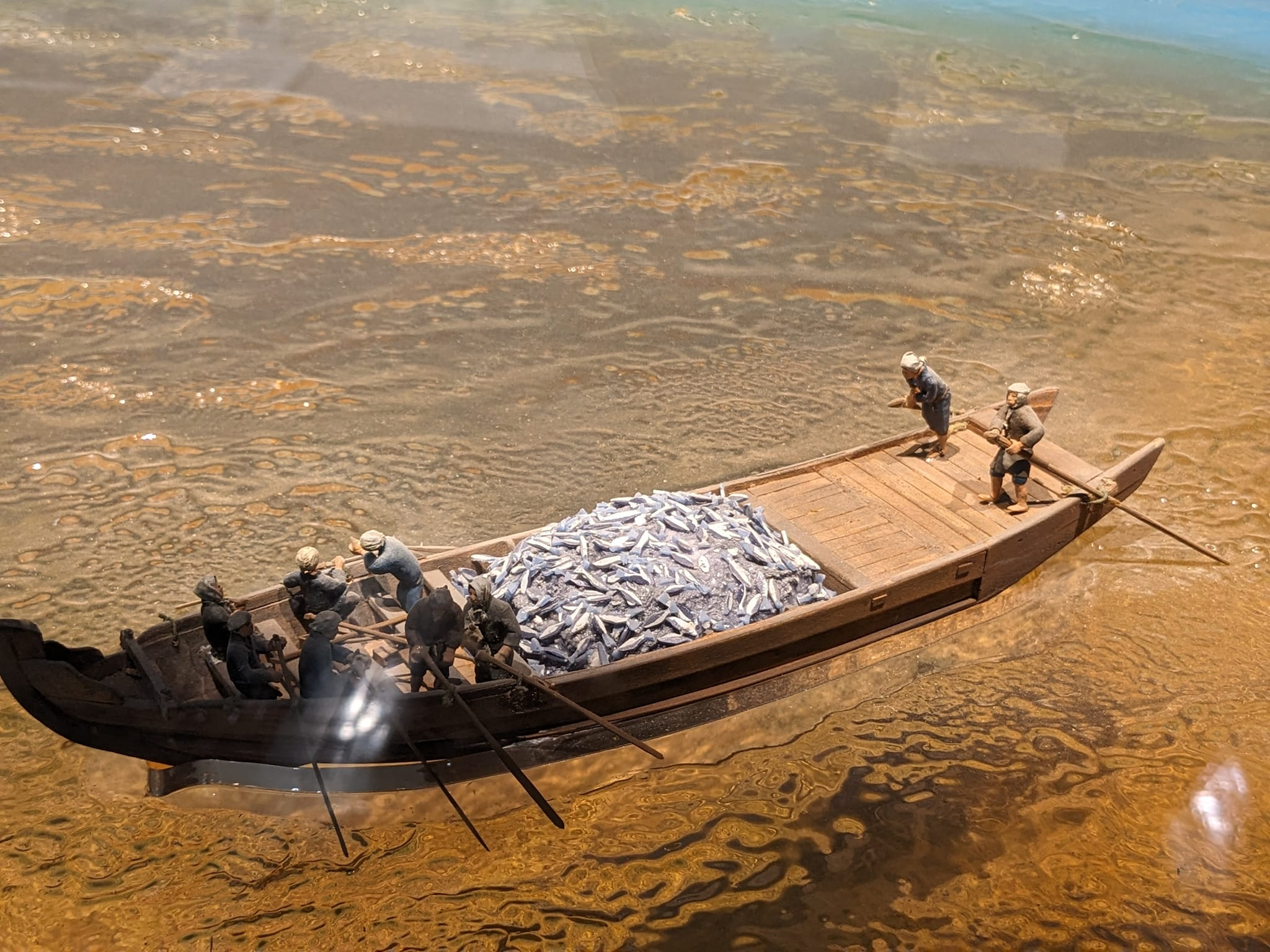
ニシンで満杯になった汲み船を、船着き場まで漕ぎ寄せる。（北海道博物館）

沖合の定置網に追い込んだニシンは、網起こし作業によって運搬用の巨大な網「枠網」に移し替える。ニシンで満ちた枠網を海中に吊るした枠舟は、陸に近く波穏やかな場所まで漕ぎ進む。陸からは10人ほどが乗り込んだニシン運搬専用の船・汲船（くみぶね）が往来し、枠網内のニシンを直径1m、深さ2mはある巨大なタモ網で掬い上げ、汲船内部に移しかえる。タモ網の容積は400キログラムにも及ぶため、周囲の者が「アンバイ棒」と呼ばれる二股の棒でタモ網の柄を支え、「ヤシャ鉤」と呼ばれる長さ1 mほどの木製の鉤で網を引き揚げて補佐する。
この沖揚げ作業の中で歌われるのが、ソーラン節の起源となった「沖揚げ音頭」である。
ヤーレンソーランソーラン ソーランソーラン
鰊来たかと鴎に訊けば わたしゃ発つ鳥 波に聞け チョイ
ヤサエンエンヤーーーァサーァノ ドッコイショ ハードッコイショドッコイショ

一団の中で特に腕力が優れた若者がタモ網の柄を握り、枠網に突き入れる。タモがニシンで満ちるまでの間、周囲の漁夫はヤシャ鉤やアンバイ棒で船板を打って調子を取りつつ「ソーラン」「ソーラン」と囃したてる。現在、「北海道民謡」として洗練された「ソーラン節」では、「ソーラン」の掛け声は5回か6回の繰り返しだが、沖揚げ音頭ではニシンがすぐさまタモ網に満ちる沖揚げ初段では2、3回、作業が進んで枠網内のニシンが減るにつれソーランを幾度となく連呼していく。
タモ網が満たされたところで音頭取りが歌詞を歌い上げ、その間にタモ網の画を操る「タモ立て」は小休止する。そしてヤシャ鉤にアンバイ棒の担当が「チョイ　ヤサ　エー」の合図で、操るヤシャ鉤とアンバイ棒で一気にタモ網を引き上げ、「ドッコイショ」の声と共に汲舟にニシンを打ち撒ける。タモ内部のニシンが一度で落ちなければ、やはり幾度でも「ドッコイショ」を繰り返す。
揺れ動く船の上での単調な肉体労働は疲れと眠気を誘う。4月の北海道の海は冷たく、海に転落すれば命にかかわりかねない。そのため音頭取りは、わざとおどけた内容、或いは卑猥な内容の歌詞を歌い上げ、漁夫の目を覚まさせ笑いを誘ったという。。

### 「ソーラン節」の成立
昭和10年（1935年）頃、札幌市在住の民謡家・今井篁山が鰊場作業唄の「沖揚げ音頭」に三味線の伴奏をつけ、雑多な歌詞の中から「舞台や座敷での披露に耐えうるもの」を選び抜いて「ソーラン節」として成立させた。元来の沖揚げ音頭では「ソーラン」の語は大タモ網がニシンで満ちる迄は幾度となく繰り返されたが、今井は
「エー　ヤァレン　ソーラン　ソーラン　ソーラン　ソーラン　ハイハイ」
と、「ソーラン」を4回に固定し、さらに調子を整えるため、沖揚げ音頭には存在しなかった「ハイハイ」の語を加えた。。後に江差追分の歌い手だった初代浜田喜一が昭和32年(1957年)頃、自身の美声を生かすべく唄い出しの「ヤーレン」に小節を挿入して伸ばし、また5回繰り返す「ソーラン」の3遍目を「ソラン」と縮めて変化をつけた。
当時、民謡研究家の町田嘉章は「浜田喜一ぶし」を「仕事唄の沖揚げ音頭としては邪道」とし主張したが、浜田喜一の旋律は美声を旨とする民謡歌手に好まれて「主流」になり、元来の沖揚げ音頭の旋律は各地の「沖揚げ音頭保存会」の間でしか唄われなくなってしまった。

## 歌詞
（ハイハイ・チョイは手拍子）
ヤーレンソーランソーラン　ヤレン　ソーランソーラン　ハイハイ
沖の鴎（かもめ）に　潮どき問えばわたしゃ立つ鳥　波に聞けチョイ
ヤサエンエンヤーーーァンサノ　ドッコイショ　ハー　ドッコイショ　ドッコイショ
（以下、囃子言葉　略）
- 今宵ひと夜は緞子の枕　明日は出船の波枕
- 男度胸なら五尺の体　ドンと乗り出せ波の上
- 舟も新らし乗り手も若い　一丈五尺の艪もしなる
- 沖の暗いのは北海あらし　おやじ帆を曲げ舵をとれ
- おやじ大漁だ昔と違う　獲れた魚はおらがもの

## 歌唱した歌手
- 三橋美智也 - シングル「ソーラン節/黒田節」「北海盆唄/ソーラン節」など
- ザ・ピーナッツ - 「ピーナッツ民謡お国めぐり」に収録
- ザ・ステイプル・シンガーズ  - 「We'll Get Over」に「Solon Bushi」として収録
- ソウル・フラワー・ユニオン  - 『ゴースト・ヒッツ 93-96』に「騒乱節」として収録
- ザ・フォーク・クルセダーズ  - 『帰ってきたヨッパライ』のB面に収録。アレンジはKingston Trioの"Greenback Dollar"をテキストにしている
- 伊藤多喜雄 - ソーラン節はいくつかのバージョンがあるが、『NIPPONESE SONG～産土～』の「TAKiO'S SOHRAN2」は南中ソーランの曲として有名。
- 岩本公水 - 学校用教材ソーラン「YOSAKOIソーラン」を歌唱。村治崇光とのデュエット。
- PE'Z  - 『日本のジャズ -SAMURAI SPIRIT-』に収録
- 宍倉正信、ロイヤルナイツ - 1974年4月、NHKの『みんなのうた』で紹介。編曲は石丸寛。1974年12月30日と1975年12月26日に『特集みんなのうた』で放送された事はあったが、定時番組では再放送されていない。
- NeoBallad　- 02 〜黄金の里〜 (ゼロニ コガネノサト)に収録。
- 荘学忠-北京語でカヴァーし、後にマレーシアで広まった。
- 薰妮（香港、広東語カヴァー）タイトルは「化粧名流」、アルバム『霧裡玫瑰』（1980）に収録。